# Gilles Vaillancourt
 (novembre 2012).
Pour les articles homonymes, voir Vaillancourt.
Gilles Vaillancourt, né le 9 janvier 1941 à Laval-des-Rapides (aujourd’hui un quartier de Laval), est un homme politique et criminel québécois. Après avoir dominé la scène politique de Laval entre 1989 et 2012 en tant que maire, il est reconnu coupable de fraude en 2016.

## Biographie

### Carrière politique
Il siège d'abord au conseil de la ville de Laval en 1973 comme échevin du district Laval-des-Rapides dans le parti du maire Lucien Paiement, puis, en 1980, dans le Parti PRO des Lavallois du maire Claude U. Lefebvre. En 1989, il succède à Lefebvre comme maire et comme dirigeant du parti.
Gilles Vaillancourt est président de l'Union des municipalités du Québec de 1995 à 1997. Il est réélu maire en 1997, 2001, 2005 et en 2009 avec une majorité de candidats. Sous ses mandats administratifs commence la construction du métro de Laval.
En 2007, le gouvernement du Québec, via le conseil des ministres de Jean Charest, le nomme membre du CA d'Hydro-Québec. Il sera remercié en 2010. 
Lors des élections du 6 novembre 2005, Gilles Vaillancourt est réélu avec une forte majorité (74,61 % contre 16 % pour sa plus proche opposante, Audrey Boisvert, une jeune étudiante de 18 ans). Mademoiselle Boisvert était alliée avec M. Sylvain A. Trottier, candidat de 19 ans au poste de conseiller municipal dans le district de Sainte-Dorothée. Il a reçu 22 % des voix contre M. Pierre Cléroux, candidat de l'équipe de Vaillancourt.
Lors de l'élection du 1er novembre 2009, Gilles Vaillancourt a été réélu avec une majorité de 61,3 %, devant Lydia Aboulian, candidate à la mairie pour le Mouvement lavallois.

### Condamnation pour corruption
Le 4 octobre 2012, l'Unité permanente anticorruption (UPAC) fait des perquisitions à la résidence du maire, à l'hôtel de ville et dans deux autres établissements de la ville de Laval. Ces perquisitions ont lieu dans le cadre d'une vaste enquête sur l'attribution de contrats mêlant des chefs d'entreprises à la mafia, pour lesquels auraient été détourné des dizaines de millions de dollars de fonds publics. Le lendemain, l'UPAC fait une nouvelle perquisition dans un immeuble du chemin des Cageux, à Laval, où Gilles Vaillancourt résiderait aussi. Le 24 octobre 2012, l'escouade Marteau procède à de nouvelles perquisitions visant Vaillancourt. Des policiers de la Sûreté du Québec ont ainsi perquisitionné plus de 10 coffrets de sûreté que louait M. Vaillancourt dans des établissements financiers. Plus tard, en fin de journée, il se retire temporairement de son poste de maire pour des raisons de santé.
Le 9 novembre 2012, il quitte ses fonctions. Le 9 mai 2013, le maire Vaillancourt est arrêté par l'UPAC, et avec lui un riche entrepreneur soupçonné de connivence avec la mafia. Il fait face à des accusations de gangstérisme, de complot, de fraude et de corruption. Reconnu coupable le 1er décembre 2016, il est condamné à restituer 8,5 millions de dollars et fait également l'objet d'une condamnation de 6 ans d'incarcération.